# Baradla
Jeskyně Baradla či Aggtelek-Baradla je podzemní krasový systém u obce Aggtelek v severním Maďarsku v župě Borsod-Abaúj-Zemplén na hranici se Slovenskem. Jeskynní systém je podzemní říčkou Styx spojen s jeskyní Domica na slovenské straně. Celkem bylo objeveno asi 26 km podzemních jeskynních chodeb v triasových vápencích. Mohutné podzemní prostory jsou místy až 80 m vysoké. Jde také o významné archeologické naleziště.
Jeskyně v oblasti Aggteleckého krasu, který je součástí Národního parku Aggtelek, jsou spolu s některými jeskyněmi v přiléhajícím Slovenském krasu od roku 1995 součástí Světového přírodního dědictví UNESCO (pod názvem „Jeskyně Aggteleckého krasu a Slovenského krasu“).

## Popis jeskyně
Sedmnáctikilometrový úsek jeskyně Baradla na území Maďarska uchovává tajemný svět s podzemními potůčky, rozlehlými dómy a krápníky udivujících rozměrů (v jeskyni se nalézá jeden z nejvyšších stalaktitů na světě). 

## Přístup
V jeskyni je zpřístupněno několik prohlídkových tras, které začínají u tří vstupů: Aggteleku, Jósvafő a Vöröskő, od krátkých a středně dlouhých tras na zpevněných a osvětlených betonových cestách, až po dlouhé a dobrodružné trasy s kapesními svítilnami, jejich prohlídka trvá mnoho hodin.

## Muzeum
Muzeum u vchodu do jeskyně v Aggteleku informuje o zpřístupňování rozsáhlých jeskynních prostor veřejnosti a archeologům a upozorňuje na zvláštnosti místní bohaté flóry a fauny na 200 km² velkém krasovém území v Aggteleckém krasu, které bylo v roce 1979 vyhlášeno biosférickou rezervací.

## Fotogalerie

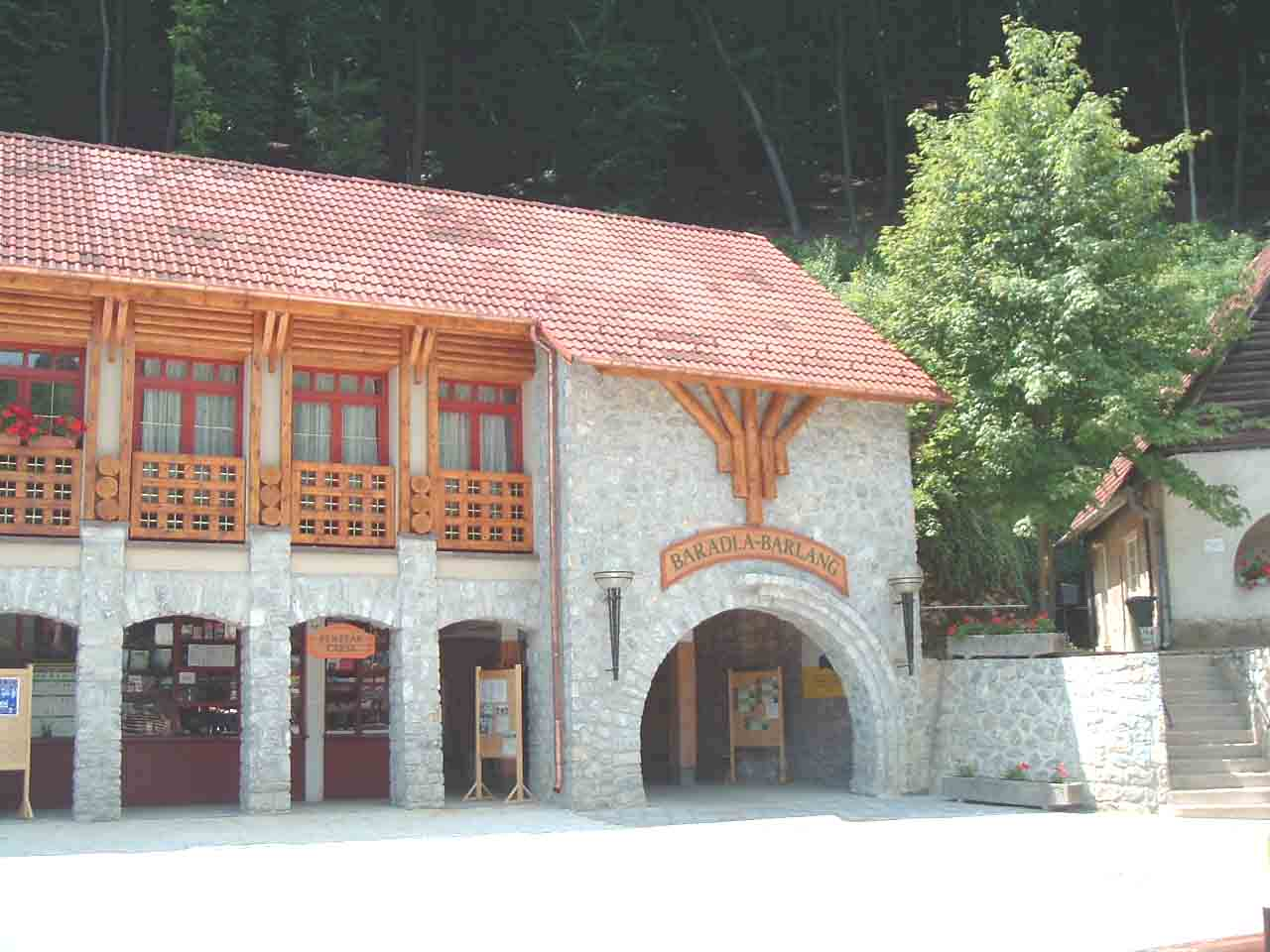
Budovy u vstupu do jeskyní Baradla
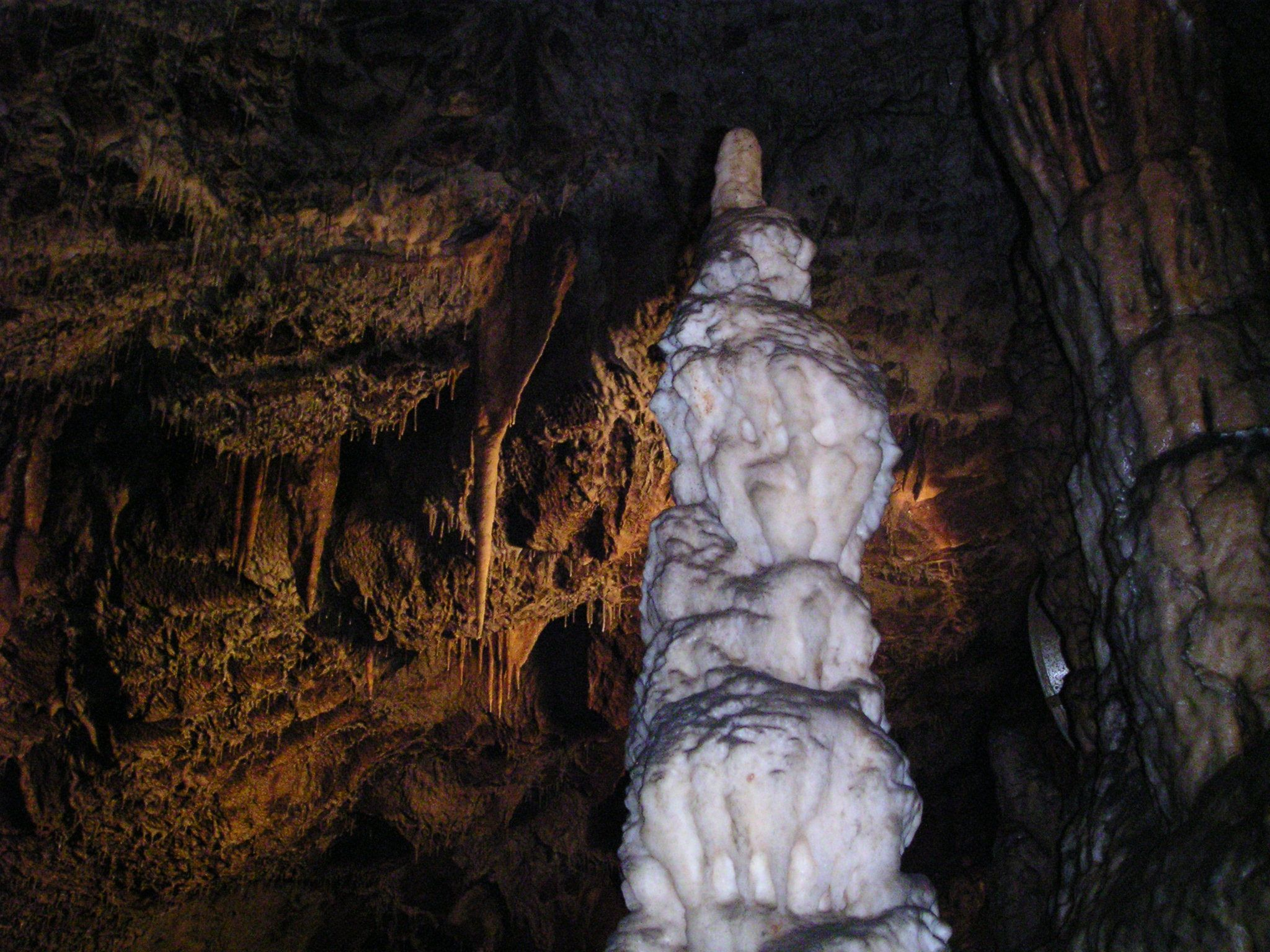
Velký stalagmit
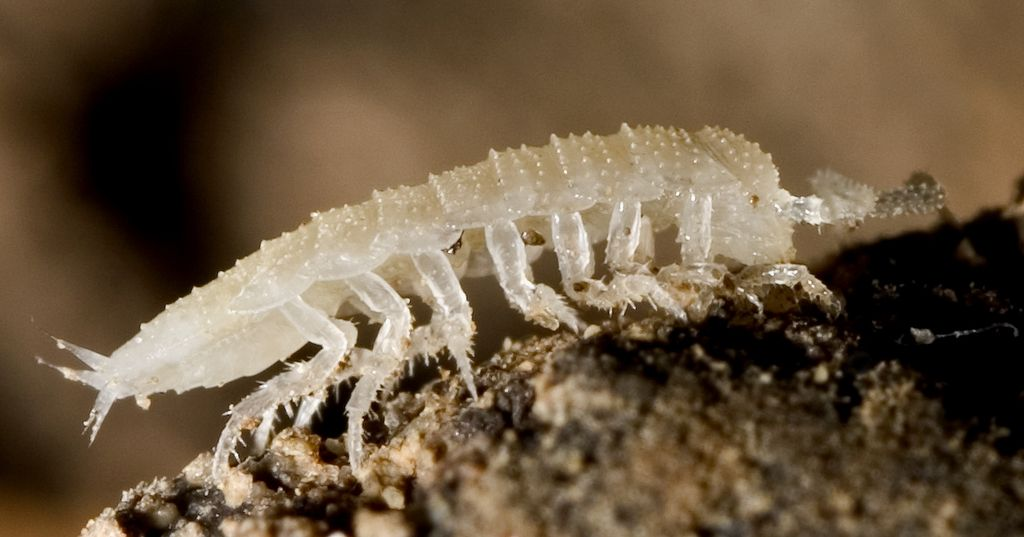
Drobný jeskynní korýš Mesoniscus graniger
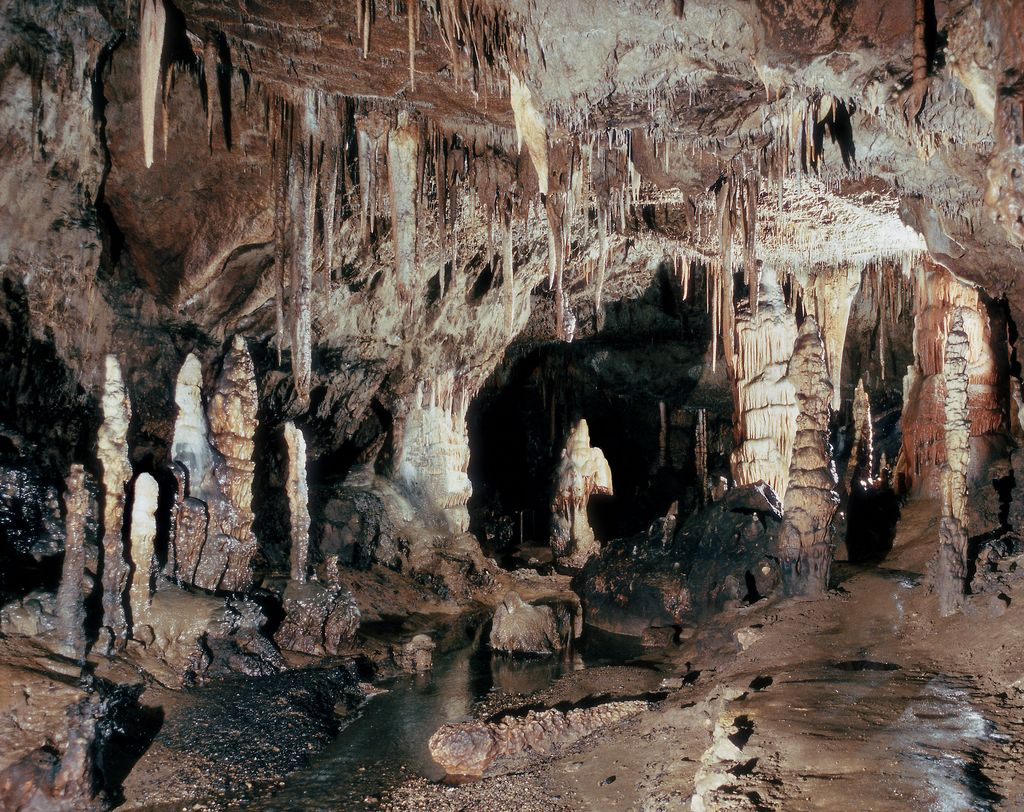
Dutina se stalaktity a stalagmity
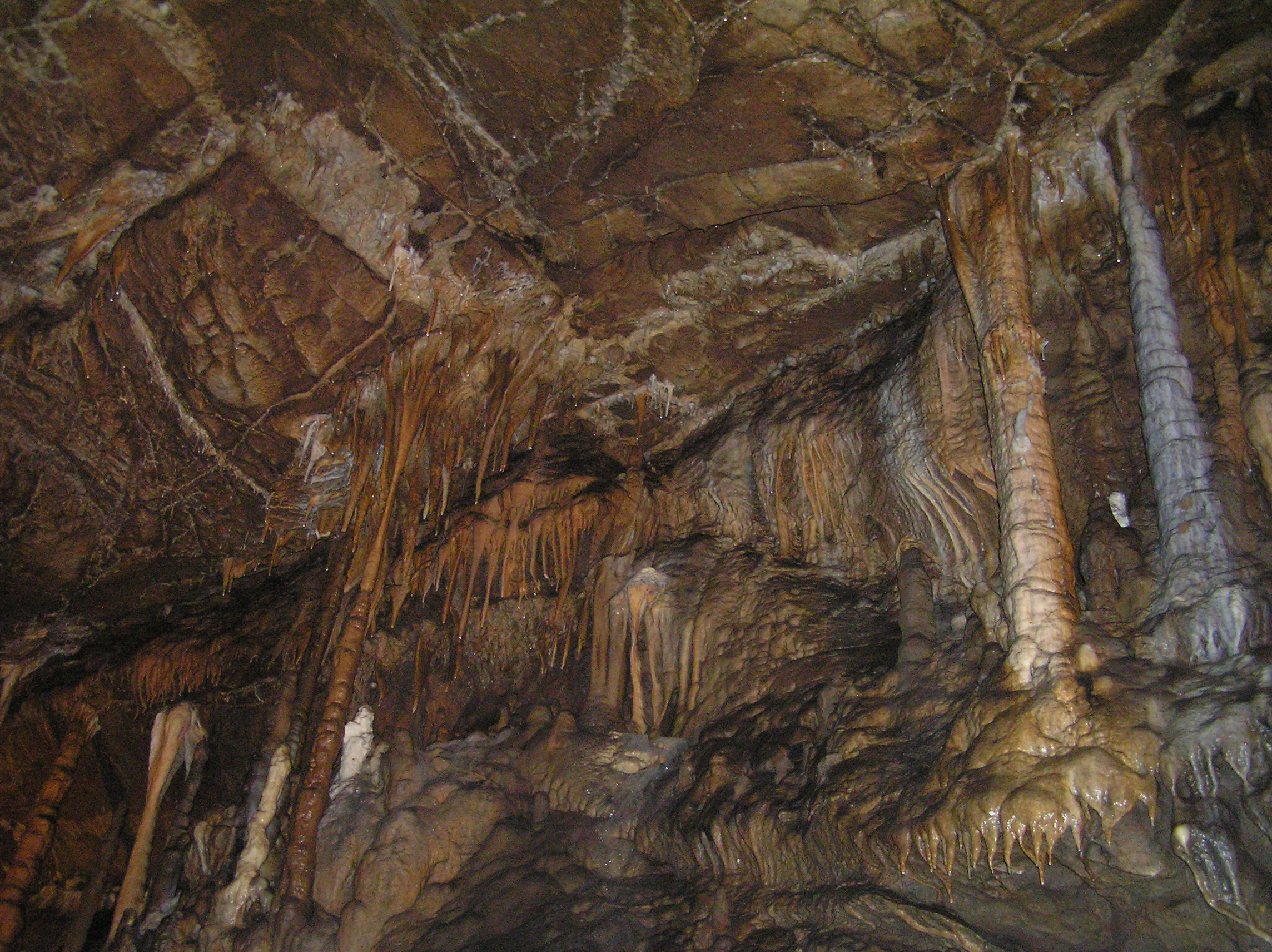
Strop jeskyně